# Aanslag tegen regeringsvorm (Nederland)
In artikel 94 van het Nederlandse Wetboek van Strafrecht is strafbaar gesteld het plegen van een aanslag tegen regeringsvorm, de vorm aanslag tegen de grondwettige regeringsvorm komt ook voor. De figuur van de 'aanslag' wordt in de Nederlandse strafwet uitsluitend gebruikt om de Nederlandse staat en staatsinrichting bijzondere bescherming te bieden. Het is een staatsmisdrijf.

## Aanslag tegen regeringsvorm
In het wetboek wordt het delict omschreven als "de aanslag ondernomen met het oogmerk om de grondwettige regeringsvorm of de orde van troonopvolging te vernietigen of op onwettige wijze te veranderen". Het begrip aanslag wordt nader gedefinieerd in artikel 79 Wetboek van Strafrecht. Op grond van dit artikel wordt een poging tot het plegen van een aanslag tegen regeringsvorm gelijkgesteld met het voltooid delict. Door de poging gelijk te stellen met het voltooid delict kan de dader zich niet meer beroepen op de strafuitsluitingsgrond vrijwillige terugtred; door het begin van uitvoering is immers aan de delictsomschrijving reeds voldaan. Ook kan de dader geen aanspraak maken op de strafreductie van strafbare poging ex art. 45 Sr, simpelweg omdat artikel 45 niet van toepassing is.

### Delictsbestandsdelen
Met ondernomen wordt niet gedoeld op een vorm van voorbedachte rade. Volgens Fokkens duidt het ondernemen op een atypische vorm van een aanslag: namelijk één die van het dagelijkse spraakgebruik afwijkt. Fokkens zoekt de toevoeging van met het oogmerk ook in de taalkundige hoek. Hij merkt op dat het wel heel gekunsteld overkomt om bijvoorbeeld te spreken van een aanslag "op de grondwettige regeringsvorm" of "op de wettige orde van troonopvolging". Reeds om die taaleconomische reden zou de wetgever besloten hebben om te spreken van een aanslag ondernomen met het oogmerk de regeringsvorm te vernietigen.
De grondwettige regeringsvorm werd niet nader gedefinieerd in de toelichting op het wetsvoorstel. Daarom zal er de gebruikelijke betekenis aan toekomen: namelijk de vorm waaronder er volgens de Grondwet geregeerd wordt. De definitie lijkt een aanslag op het Statuut voor het Koninkrijk der Nederlanden uit te sluiten, maar aangenomen wordt dat het Statuut ook onder de term 'grondwettige regeringsvorm' valt. Onder de grondwettige regeringsvorm vallen verder "de macht des konings, de ministeriële verantwoordelijkheid, de samenstelling en de bevoegdheid van de Staten-Generaal" en "alle wettelijke bepalingen omtrent het bestuur van onderdelen van de staat". De Staten-Generaal behoort formeel niet tot de regering, doch in de toelichting op artikel 121 Wetboek van Strafrecht expliceerde de wetgever dat onder dit artikel alleen aantasting van de vrijheid van de Staten-Generaal valt, aantasting van de instelling van de Staten-Generaal zou echter onder artikel 94 vallen.
Met de orde van troonopvolging wordt bedoeld de volgorde van troonopvolging zoals die blijkt uit artikel 24 tot en met 30 Grondwet.
De laatste bestandsdelen zijn het vernietigen of op onwettige wijze veranderen. Uit de redactie blijkt dat vernietigen reeds uit de aard der zaak onwettig is. Hierbij moet gedacht worden aan het geheel afschaffen van de regeringsvorm waarbij de nieuwe vorm niet volgens de Grondwet tot stand komt, of het afzetten en vervangen van het huidige Koninklijk Huis. Veranderen daarentegen kan in beginsel wel op een wettige manier, ook ingrijpende wijzigingen in het Staatsbestel kunnen op een wettige manier tot stand komen en vallen dan buiten het artikel. Slechts indien men de regeringsvorm wijzigt op een manier die strijdig is met de Grondwet zal er sprake zijn van op onwettige wijze veranderen. Aangenomen wordt dat het wel om een minder verregaande wijziging moet gaan dan bij vernietiging. Bij het veranderen van de orde van troonopvolging moet niet gedacht worden aan het vervangen van de dynastie, maar eerder aan "een later geroepene te doen voorgaan aan een eerder rechthebbende" bij de troonopvolging.

## Verhouding met artikel 80bis
Artikel 80bis Wetboek van Strafrecht geeft een definitie van omwenteling. De definitie van omwenteling luidt: "onder omwenteling wordt verstaan het vernietigen of op onwettige wijze veranderen van de grondwettige regeringsvorm of de orde van troonopvolging" en het wordt alleen in artikel 97a Wetboek van Strafrecht gebezigd. Het artikel over omwenteling werd vastgesteld bij wet van 28 juli 1920 en moest voornamelijk de lacune dichten van het begrip 'omwenteling' in artikel 97a; daarbij werd aangesloten bij de terminologie zoals die in artikel 94 Wetboek van Strafrecht voorkwam. Fokkens merkt op dat artikel 94 Wetboek van Strafrecht daarom net zo goed omschreven had kunnen worden als een "aanslag ondernomen met het oogmerk tot het teweegbrengen van omwenteling" aangezien de termen exact dezelfde betekenis hebben. Echter dateert het begrip 'omwenteling' in artikel 80bis van na de totstandkoming van het delict in artikel 94.

## Samenspanning
Strafbaar is ook de samenspanning om een aanslag tegen de grondwettige regeringsvorm te plegen. Dit is strafbaar gesteld in art. 96 Wetboek van Strafrecht. Van samenspanning is sprake "zodra twee of meer personen overeengekomen zijn om het misdrijf te plegen". Het is daarmee een collectief voorbereidingsdelict omdat altijd meer dan één persoon vereist is. Karakteristiek voor samenspanning is dat het enkele overeenkomen om het misdrijf te plegen reeds het voltooid delict oplevert. Er hoeft nog geen sprake te zijn van een strafbare voorbereiding. Omdat het delict reeds voltooid is door het maken van de afspraak heeft een latere intrekking van de overeenkomst geen gevolg op de strafbaarheid van de dader. Wel moeten de daders overeengekomen zijn om een van de in artikel 92-95a Wetboek van Strafrecht omschreven strafbare feiten te plegen. Indien iemand zich alleen verbindt de samenspanners te helpen, doch zonder dat dit helpen zulk een strafbaar feit oplevert, maakt deze persoon zich niet strafbaar aan samenspanning.